# Gez (Fluss)
Der Gez (chinesisch 盖孜河, Pinyin Gàizī Hé; russisch Гёздарья), auch Gjosdarja, ist ein Fluss im Uigurischen Autonomen Gebiet Xinjiang im äußersten Westen der Volksrepublik China.
Der Gez entspringt östlich des Muztagata am Turbulung-Pass. Er durchfließt im Oberlauf ein breites Hochtal in nördlicher Richtung. Der Karakorum Highway folgt dem Flusslauf. Der Gez durchschneidet den östlichen Gebirgszug des Pamir zwischen Kongur im Süden und Chakragil im Norden. Er erreicht schließlich südlich von Kaschgar das Tarimbecken, wo er sich in mehrere Flussarme aufspaltet. Der Fluss wird zur Bewässerung der dortigen Oasen genutzt.